# Клаус Шмідт
Клаус Шмідт (11 грудня 1953 — 20 липня 2014) — німецький археолог який керував розкопками в Гебеклі-Тепе з 1996 по 2014 роки.
Клаус Шмідт вивчав історію, археологію і геологію в Гайдельберзькому університеті (Гайдельберг, Німеччина) та Університеті Ерлангена—Нюрнберга (Ерланген, Німеччина), отримавши ступінь доктора філософії у 1983 році під керівництвом Гаральда Гауптмана.
У 1995 році він очолив розкопки неолітичного комплексів Гюльджу-тепе і Гебеклі-Тепе на південному сході Туреччини. У 2000 році він отримав ступінь доктора наук в Університеті Ерлангена—Нюрнберга, а у 2000 стає приват-доцентом в Інституті історії первісного суспільства та протоісторії Університету Ерлангена—Нюрнберга. У 2007 році стає помічником професора цього університету.
У 1995 році Шмідт придбав будинок у місті Шанлиурфа поблизу Гебеклі-Тепе, який став базою його археологічних досліджень. Був одружений з турецькою вченою-археологом Чідам Коксал-Шмідт. Команда археологів під його керівництвом виконала розкопки місцевості Гебеклі-Тепе виявивши унікальні мегалітичні пам'ятки. В інтерв'ю 2011 року Шмідт зазначив, що було розкопано приблизно лише п'ять відсотків об'єкту. Про результати розкопок Шмідт написав книгу «Вони побудували перші храми. Загадкова святиня мисливців кам'яного віку», яка стала сенсацією.
Клаус Шмідт помер від серцевого нападу під час купання у Балтійському морі 20 липня 2014 року.